# Andrew Smith (Paläontologe)
Andrew Benjamin Smith (* 6. Februar 1954) ist ein britischer Paläontologe am Natural History Museum in London.
Smith studierte Geologie an der Universität Edinburgh (Bachelor mit first class honours 1976) und wurde 1979 in Paläontologie an der University of Exeter promoviert. 1981/82 war er Lecturer an der University of Liverpool und seit 1982 ist er Wissenschaftler am Natural History Museum in London. 2003/04 war er Gastprofessor am Naturgeschichtsmuseum in Paris.
Smith befasst sich insbesondere mit fossilen Seeigeln (Echinoida), Methoden aus dem Fossilbestand und unter Berücksichtigung der geologischen Überlieferung auf die Muster in der evolutionären Entwicklung zu schließen (zum Beispiel auch zur Beurteilung des Massenaussterbens wie der an der Wende Kreide/Tertiär aus Untersuchungen an Stachelhäutern) und mit der Frühgeschichte der Echinodermen (Stachelhäuter). Er stellte auch vergleichende Untersuchungen über die Evolution und Arten-Diversifikation unter Einbeziehung molekularbiologischer Methoden an und befasste sich auch mit Ancient DNA in Bernstein erhaltenen fossilen Insekten.
Er ist Fellow der Royal Society (2002) und Fellow der Royal Society of Edinburgh (1996). 1989 erhielt er einen Doktortitel (D. Sc.) der Universität Edinburgh. 1993 erhielt er die Bicentennial Medal und 2005 die Linné-Medaille der Linnean Society, 1995 die Bigsby Medal und 2002 die Lyell-Medaille der Geological Society of London. 2004 erhielt er den Golden Trilobite Award der Palaeontological Association, 2020 ihre Lapworth Medal. 2005 wurde er korrespondierendes Mitglied der Paläontologischen Gesellschaft.

## Schriften
- Systematics and the fossil record: documenting evolutionary patterns, Oxford, Cambridge (Massachusetts), Blackwell Science 1994
- Artikel Echinoderms, Echinoids in Seeley, Cocks (Herausgeber) Encyclopedia of Geology, Elsevier 2004
- mit K. J. Peterson, G. Wray, D. T. J.  Littlewood From bilateral symmetry to pentaradiality: The phylogeny of hemichordates and echinoderms, in J. Cracraft, M. J. Donoghue (Hrsg.) Assembling the Tree of Life. Oxford University Press, 2004, S. 365–383 (Kapitel 22)
- mit P. W. Skelton Cladistics. A practical primer on CD Rom, Cambridge University Press 2002
- mit Christopher R. C. Paul (Herausgeber) Echinoderm phylogeny and evolutionary biology, Liverpool Geological Society, Clarendon Press 1988
- mit C. W. Wright British Cretaceous echinoids, Palaeontographical Society Monographs, London, acht Teile, 1989–2008
- Herausgeber: Fossils of the Chalk, Palaeontological Association, London 1985, darin mit Wright Echinoderms
- Echinoid Palaeobiology, Allen and Unwin 1984
- Herausgeber mit R. Emson, A.C.Campbell Echinoderm Research 1995, Balkema, Rotterdam 1996
- Stereom microstructure of the echinoid test, Palaeontological Association, London 1980
- Dating the origin of metazoan body plans, Evolution and Development, Band 1, 1999, S. 138–142
- Echinodermata, in J. W. Murray (Hrsg.) Atlas of Invertebrate Macrofossils, Longman, London, 1985, S. 153–181
- Analysis of diversity, in Derek Briggs, P. Crowther (Herausgeber) Paleobiology. A synthesis, Blackwell Scientific Publications 1989 (und in Briggs/Crowther Paleobiology 2, Cambridge University Press 2001)
- mit Richard Fortey, P. Forey, P. Kendrick Taxonomy and fossils: a critical approach, Philosophical Transactions of the Royal Society, Serie B, Band 359, 2004, S. 639–653
- What does palaeontology contribute to systematics in a molecular world ?, Molecular Phylogenetics and Evolution, Band 9, 1998, S. 437–447
- Rooting molecular trees: problems and approaches.  Biological Journal of the Linnean Society, Band 51, 1994, S. 279–292
- Across Tibet by jeep, pony and foot, in P. J. Whybrow (Hrsg.) Travels with the Fossil Hunters, Cambridge University Press, 2000, S. 1–22